# Můj život Cuketky
Můj život Cuketky (v originále Ma vie de Courgette) je švýcarsko-francouzský stop-motion animovaný film z roku 2016, který režíroval Claude Barras podle scénáře Céline Sciammy. Jedná se o volnou adaptaci románu Autobiographie d'une courgette od Gillese Parise. Snímek měl světovou premiéru na filmovém festivalu v Cannes v sekci Quinzaine des réalisateurs dne 15. května 2016.

## Děj
Malý chlapec Icare přezdívaný Cuketka se po smrti matky do sirotčince. Zde se spřátelí se Simonem a sblíží se s dívkou Camille. Oba jsou posléze adoptováni. 

### Ocenění
- Mezinárodní festival animovaných filmů v Annecy: cena za celovečerní film a cena diváků
- Festival frankofonních filmů v Angoulême: cena pro nejlepší film
- Mezinárodní filmový festival v San Sebastianu: nejlepší evropský film
- Mezinárodní festival frankofonních filmů Namur: cena Bayard za nejlepší kameru (David Toutevoix)
- Evropské filmové ceny: nejlepší animovaný film
- Lumières: nejlepší animovaný film, nejlepší scénář (Céline Sciamma); nominace na nejlepší filmovou hudbu (Sophie Hunger)
- César: nejlepší animovaný film, nejlepší adaptace (Céline Sciamma); nominace v kategorii nejlepší filmová  hudba (Sophie Hunger)
- Švýcarské filmové ceny Quartz: nejlepší hraný film, nejlepší filmová hudba (Sophie Hunger), Zvláštní cena za casting a hereckou režii
- Emile Awards: nejlepší film, nejlepší scénář a nejlepší zvuk v kategorii celovečerních filmů
- Oscar: nominace na nejlepší animovaný film
- Zlatý glóbus: nominace na nejlepší animovaný film